# Иштван Климек
Иштван Климек (15. април 1913 — 12. новембар 1988) био је румунски фудбалер мађарског порекла који је играо као нападач.

## Биографија
Док је играо за румунски клуб ИЛСА Темишвар, изабран је да представља фудбалску репрезентацију Румуније на Светском првенству у Италији 1934. Тим је елиминисан у првом колу од Чехословачке, изгубивши резултатом 2 : 1.

## Трофеји
ИЛСА Темишвар
- Друга Румунска лига (1): 1935–36